# Chanyuan zhuquanji duxu
Chanyuan zhuquanji duxu (chiń. 禪源諸詮集都序, pinyin Chányuán zhūquánjí dūxù; kor. 선원제전집도서 Sŏnwon chejŏnjip tosŏ; jap. Zengen shosenjū tojo; wiet. Thiền nguồn chư thuyên tập đô tựa; pol. Ogólny wstęp do Zbioru objaśnień dotyczących źródeł chan) – jedno z ważnych dzieł mistrza chan Guifenga Zongmi, związane z chanem i jego sekciarskimi podziałami.

## Tekst
Dzieło to powstało około 833 roku. Jego autorem jest mistrz chan ze szkoły heze i równocześnie patriarcha szkoły huayan Guifeng Zongmi.
Wśród wszystkich tekstów chan właśnie ten jest całkowicie unikalny i nie można go przyporządkować do żadnego gatunku – zajmuje całkowicie osobną pozycję.

### Tematyka
Praca ta jest wypełniona metaforami, porównaniami i analogiami. Główną metaforą, która wzmacnia dwa podstawowe pojęcia tekstu, jest fu. Słowo to znaczy zgodność. Dwoma podstawowymi pojęciami są: 
- tożsamość umysłu chan wraz z jego wyrażeniem w tekstach chan i intencji Buddy wraz z jej wyrażeniem w sutrach
- dopełnianie się pomiędzy natychmiastowym oświeceniem i stopniową praktyką[2].

Relacja pomiędzy naukami (sutrami, siastrami itp.) z chanem charakteryzuje się według Guifenga tożsamością, doskonałością, spełnieniem i całkowitością. Żadna z form chanu nie jest w konflikcie z intencją Buddy i każda z tych form jest ukierunkowana na pewną grupę praktykujących, wobec której jest szczególnie efektywna.
Guifeng podzielił chan na trzy rodzaje, które zależne były od trzech rodzajów nauk. Te trzy rodzaje chanu można określić jako:
- chan czittamatry - oparty na takich sutrach jak Sandhinirmoczana i siastrach jak Jogaczarabhumi, i Cheng weishi lun (Traktat u ustanowieniu  ...)
- chan siunjaty - oparty na takich sutrach jak Mahapradźniaparamity' i siastrach jak Madhjamaka i Czatuhsiataka
- chan dharmaty - oparty na takich sutrach jak Awatamsaka ("Gandawjuha"), Sutra doskonałego oświecenia, Sutra Śurangama, Śrimaladewi Sutra, Tathagatagarbha Sutra, Saddharmapundarika Sutra, Nirvana Sutra i siastrach jak Ratnagotrawibhaga, Buddhagotra, Przebudzenie wiary w mahajanie, Dasiabhumika, Dharmadhatwawisiesza i Nirwana[3].

Tym trzem rodzajom chanu Zongmi przypisał i omówił poszczególne szkoły chan.
Do chanu czittamatry autor zaliczył szkoły
- jingzhong

Ta syczuańska szkoła została założona przez Koreańczyka działającego w Chinach Jingzhonga Wuxianga (684–762). Guifeng nazwał ją szkołą trzytematyczną, w której z śilą, samadhi i pradźnią łączyły się formalizm dyscyplinarny, ceremonie ordynacyjne i masowe zgromadzenia z obecnością świeckich wyznawców.   
- północną szkołę chan

Szkoła została założona przez Yuquana Shenxiu (605–706) Guifeng był krytyczny wobec tej szkoły, nazwał ją szkołą wglądania w czystość. Uważał, iż zamknęła się w dychotomii nieczystości i czystości w ramach współzależnego powstawania, i tym samym przeoczyła wrodzoną czystość dharmaty.  
- baotang

Szkoła została założona w Syczuanie przez Baotanga Wuzhu (684–762). Guifeng określił ją jako „chan redukcji do podstaw”. Według Guifenga szkoła ta zrezygnowała z buddyjskich praktyk, wskazań, rytuałów, akcentów ikonograficznych, studiowania tekstów, wykładów, zebrania itd. Mnisi baotang golili głowy, wkładali szaty i uprawiali zuochan (jap. zazen).    
- Południowej Góry

O tej szkole właściwie nic nie wiadomo. Pochodziła od jednego z uczniów Hongrena o nazwisku Xuanshi. Innymi, którzy szerzyli jej nauki, byli Guozhou Wei, Langzhou Yunyu i mniszka Yicheng. Według Guifenga szkołę tę cechowało wysokie zrytualizowanie oraz praktyka nianfo, w czasie której śpiewano tylko jedną sylabę, ale nie wiadomo jaką.
Guifeng uważał, iż te szkoły łączyło skupienie się na negacji wisiaja, czyli przedmiotów zmysłów.
Do chanu siunjaty Guifeng zaliczył
- szkołę niutou

Została założona przez Niutou Huiyonga (594–657) 
- szkołę shitou

Założył ją zapewne Shitou Xiqian (700–790). Guifeng arbitralnie zaliczył szkołę shitou do tej grupy, chociaż niczego o niej nie wiedział.
Szkoły te przekraczają nauki chanu czittamatry, gdyż negują zarówno wisiaje, jak i widźnianę (świadomość). Obrazują wpływ madhjamiki na wczesny chan. 
Do chanu dharmaty Guifeng zaliczył
- szkołę hongzhou

Została założona przez Mazu Daoyi (709–788). Guifeng określił ją jako „szkołę naturalistyczną”. Według Guifenga szkoła ta nauczała, iż wszystkie działania bez wyjątku są funkcją natury Buddy, czyli dharmaty.   
- szkołę heze

Została założona przez Heze Shenhui i do tej szkoły należał sam Guifeng. Według Guifenga wyróżniającą się ideą szkoły była dźńana, która jest prawdziwą naturą i nie różni się od stanu Buddy.

### Styl literacki
Pracy tej nie można zaliczyć do „rodzimego buddyjskiego języka chińskiego”, czyli języka rodzimych prac o technicznych tematach buddyjskich. We współczesnym katalogu Taishō shinshū daizōkyō takie rodzime prace są sklasyfikowane w katalogu jako shoshu-bu, czyli w dziale pism związanych z poszczególnymi szkołami, takimi jak np. sanlun, huayan, tiantai itd. Były to zasadniczo chińskie tłumaczenia buddyjskich tekstów indyjskich, które były pierwowzorem słownictwa i stylu. Wyjątkiem był teksty chan, które były całkowicie pracami rodzimymi. Guifeng napisał szereg prac tego rodzaju, będących komentarzami i subkomentarzami sutr i siastr. Jednak kilka z jego tekstów jest skierowanych w stronę raczej świeckich intelektualistów, a nie ku monastycznym scholastykom. Są to Chanyuan zhuquanji duxu, Zhonghua chuanxindi chanmen shizu chengxi tu (Peixiu shiyi wen) i Yuanren lun, które są napisane w „świeckimX chińskim języku literackim, nawet jeśli wykorzystują techniczne słownictwo buddyjskie i cytaty z sutr i siastr.
Styl tego dzieła jest stylem eleganckim, który przewyższa nawet inne prace wczesnej literatury chan. Jeff Broughton umieszcza go w kręgu literatury starożytnej (chiń. kuwen) tak jak i prace Han Yu, współczesnego Guifengowi. Gdy na początku lat 30. IX wieku Guifeng pisał to dzieło, bardzo wyraźnie odczuwał, że jeśli ma ono sięgnąć czytelników z grona intelektualistów, co było wówczas równoznaczne z konfucjanistami, to musiał przedstawić chan w stylu eleganckiej prozy.
Po przeanalizowaniu tekstu można zauważyć, że praca napisana jest według wzoru ABABCDCDEFEF itd. Ten płynny styl Guifenga szeroko wykorzystujący różnorodne rytmy i swobodne użycie „pustych” słów (chiń. xuzi), został zapewne przyswojony w czasie jego nauki domowej i późniejszej w akademii konfucjańskiej.

### Edycje i wpływy tekstu
Praca ta wywarła pewien wpływ zarówno w Chinach, Korei jak i w Japonii.
Koreańska edycja dzieła, tzw. „wanli 4”, ukazała się w 1576 roku, natomiast wydanie zwane kanonem Ming z 1601 roku, zostało umieszczone w japońskim kanonie Taishō shinshū daizōkyō i w suplemencie Zoku zōkyō. Wydanie koreańskie jest podzielone na dwa „tomy” a kanon Ming – na cztery „tomy”.
„Wanli 4” zawiera dwie informacje związane z publikacja tej pracy. Pierwsza została pierwotnie dodana w czasie druku w okresie dynastii Song i nie jest datowana. Ponieważ to wydanie reprodukuje ją, cały tekst jest uważany za oryginalną formę tekstu z okresu Song. Według tej informacji można prześledzić losy tego tekstu aż do 857 roku. Uczeni japońscy i zachodni najchętniej korzystali właśnie z tej koreańskiej edycji.
Druga informacja edycyjna jest koreańska i kończy się informacją, że "druk został zrealizowany w klasztorze Kwanum na górze Songi [w Ch'ungch'ong-do] latem Wanli 4 [1576]". Tekst ten był jednym z najczęściej drukowanych w koreańskich klasztorach różnych regionów Korei.
Podstawą pod wydanie z kanonu Mingów była publikacja tej pracy przez mistrza chan Xuetanga Purena datowana na okres dade 7 dynastii Yuan, czyli 1303 rok. Do oryginalnego wstępu premiera Peixiu dodano jeszcze trzy inne wstępy Wuwaia Weida, Denga Weiyuana i Jia Ruzhou. Ze wstępu Denga Weiyuana można się dowiedzieć o historii tego tekstu od momentu skopiowania go przez Peixiu w okresie dazhong dynastii Tang, czyli w latach 847-860, aż do przekazania kopii tekstu przez mistrza chan Qianana Juegonga z Datong mistrzowi Xuetangowi Purenowi. We wstępie Jia Ruzhou znajduje się informacja o wydaniu tego tekstu w okresie qingning dynastii Liao, czyli w roku 1062.
W Głównej Narodowej Bibliotece w Tajpej znajduje się fragment tego dzieła na manuskrypcie z Dunhuangu, który jest datowany na okres guangshun 2 późniejszej dynastii Zhou, czyli na rok 952. Składa się z wykresu i fragmentu tekstu. Wykres jest ogólnie bardzo zbliżony do wykresu z koreańskiego wydania wanli 4.
W Japonii wydano to dzieło w 1358 roku; jest to tzw. wydanie Embun. Istnieje także niedatowane wydanie Tahara i wydanie Genroku z 1698 roku.
W St. Petersburgu w Rosji znajduje się tłumaczenie tekstu na język Tangutów. Istnieje także streszczenie tego dzieła na ten język.
Po okresie panowania Tangów tekst ten wywarł wielki wpływ w ramach szkoły fayan, zwłaszcza dzięki jej trzeciemu patriarsze Yongmingowi Yanshou (903-976). Wpływ ten jest wyraźnie widoczny już we wstępie i na początku wielkiego dzieła tego mistrza Zongjing lu. Wersy rozpoczynające tekst są wyraźną parafrazą Chanyuan zhuquanji duxu. Świadczy o tym również struktura tekstu jak i jego rozmiar. Yanshou otrzymał ten tekst, gdy był uczniem Nanyue Weijinga, ucznia Yuefenga Yicuna (822–908). Weijing przekazał także kopię  tekstu Qixuanowi, który w latach 50. X wieku przeniósł ją do królestwa Wuyue i rozpowszechnił. Przy pomocy świeckiego wyznawcy Yana Kaia, który dostarczył także drewnianych tablic do druku, tekst ten wydrukowano najpewniej w jednym z tutejszych klasztorów w okolicy Hangzhou. Wszystkie klasztory związane z Yanshou znajdowały się w okolicy tego miasta.
W Korei w okresie Koryŏ dwór królewski nakazał mnichom studiowanie tego tekstu. Jest także tekstem niezwykle często cytowanym w pracach Pojo Chinula (1158–1210). Według japońskiego uczonego Kamaty Shigeo „jest to jedna najbardziej poważanych książek w koreańskim buddyzmie”.
W Japonii praca ta miała wielki wpływ w okresie Kamakury. Wiadomo, że używał jej Dainichi Nonin, założyciel szkoły Darumy. Ponieważ Guifeng był również patriarchą szkoły huayan, do jej popularyzacji przyczyniła się również szkoła kegon, japoński odpowiednik huayan. W nocie edycyjnej znajduje się informacja, że dzieło to zostało wydane przez świątynię Kangaku należącą do wielkiego klasztornego kompleksu Tōdai-ji w Narze. W szkole kegon traktowano tekst Guifenga jako wyrażenie „zenu kegon” i został on skopiowany przez mnicha tej szkoły - Takamine Ryōshū.